# 弗朗西斯·格特鲁德·麦吉尔
弗朗西斯·格特鲁德·麦吉尔（英語：Frances Gertrude McGill，1882年11月18日—1959年1月21日）是加拿大法医病理学家、犯罪学家、细菌学家、过敏学家兼过敏专科医师，因推理能力和名望人称“萨斯喀彻温省歇洛克·福尔摩斯”。她对加拿大警务在法医病理学领域的发展影响举足轻重，并因对该领域的了解享誉全球。
麦吉尔1915年从曼尼托巴大学毕业并获医科学位，随后迁居薩斯喀徹溫省，先后出任该省细菌学家和病理学家。她同皇家加拿大騎警及地方警察密切合作三十余年，推动建立第一个皇家加拿大骑警法医实验室并亲自执掌三年，还用法医检测手法培训骑警队新人。麦吉尔1946年退休，但加拿大司法大臣很快又任命她担任皇家加拿大骑警名誉外科医生，此前该警队还极少有女子加入。此后麦吉尔继续担任骑警队顾问，直至1959年辞世。
除病理学工作外，麦吉尔还开办私人诊所诊治过敏病症。她是公认的过敏检测专家，萨斯喀彻温省各地医生都将病人转诊给她。麦吉尔还是加拿大科学与工程名人堂成员，萨斯喀彻温省北部某湖泊在她去世后得名麦吉尔湖，以示纪念。

## 早年经历和教育

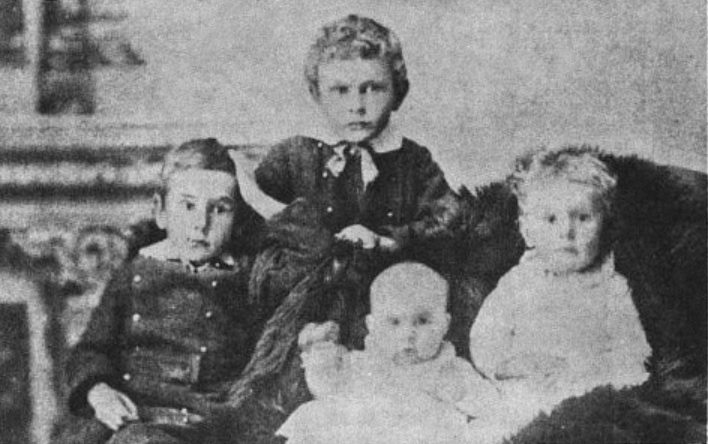
麦吉尔一家四个孩子1885年的合影，从左至右分别是：哈罗德、赫伯特、玛格丽特（婴儿）和弗朗西斯

1882年11月18日，弗朗西斯·格特鲁德·麦吉尔在曼尼托巴省明尼多萨（Minnedosa）出生。父亲爱德华·麦吉尔（Edward McGill）1819年随家人从爱尔兰移民加拿大，母亲亨利埃塔·威格莫尔（Henrietta Wigmore）也有爱尔兰血统:xviii。威格莫尔曾是教师，一度環遊世界并到新西兰教书，后来返回加拿大。爱德华积极参与地方政治和农业学会，在明尼多萨当邮政局长。两人共有四个孩子，弗朗西斯排名第三，两个哥哥分别叫赫伯特（Herbert）和哈罗德（Harold），妹妹叫玛格丽特（Margaret）。哈罗德长大后行医济世，是第一次世界大战期间的部队医官，玛格丽特当护士并加入加拿大陆军医疗队:xvii-xviii。1900年中期，弗朗西斯的父母在县上赶集时误饮不洁水源后患上伤寒，两人都在9月去世，前后相隔不到十天，弗朗西斯此时还只有17岁。长兄赫伯特成为顶梁柱，坚持经营家中农场直到弟弟妹妹完成基础教育。
麦吉尔在温尼伯師範學校学当教师，同时在暑期班教书为继续深造存钱。她曾考虑当律师，但最后决定学医，大部分学费来自奖学金:xix。1915年，麦吉尔从曼尼托巴大学毕业并获医科学位，同时获得代表最高学术地位的哈奇森金质奖章、院长奖和外科知识奖。该校此前还很少有女学生从医科毕业。麦吉尔在温尼伯总医院见习，随后进入曼尼托巴省实验室攻读研究生课程，完成病理学培训。

## 事业

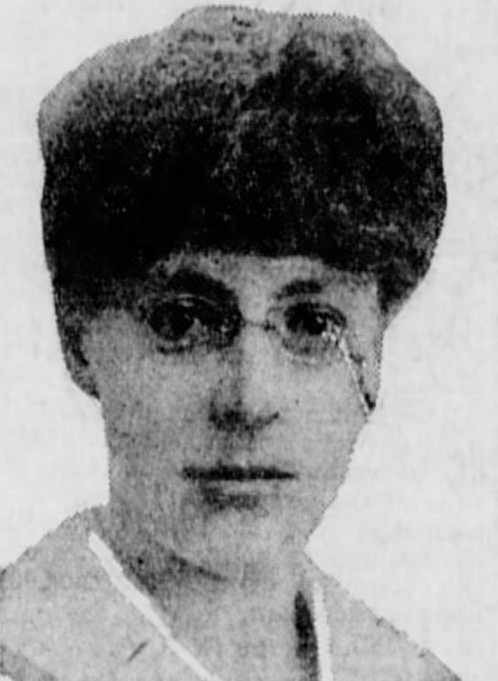
1917年的弗朗西斯·格特鲁德·麦吉尔

### 细菌学家
麦吉尔逐渐积累細菌學领域专业知识，于1918年受命担任萨斯喀彻温省卫生部省级细菌学家。她迁居里贾纳上班，新办公室和实验室设在萨斯喀彻温省议会大厦。同年十月，她负责控制1918年流感大流行在该省的疫情，很快就和同僚为省内六万多居民接种疫苗。:5-7此外，麦吉尔还为第一次世界大战归国将士治疗性病。

### 病理学家
1920年，麦吉尔当上萨斯喀彻温省级病理学家，1922年已执掌省病理实验室。她此时主要处理死因可疑的案件，与该省警队和皇家加拿大騎警密切合作。调查工作需要她经常出差，一年最多达43趟，有时需乘雪上摩托车、狗拉雪橇或水上飞机前往犯罪现场，甚至有一次进入北極圈。
麦吉尔以熟练和细致的犯罪學职业素养身名远播，赢得“萨斯喀彻温省歇洛克·福尔摩斯”的美名，警队人员亲切地尊称她“博士”:200。据称，她的座右铭是“像男人一样思考，若淑女般行动，如狗般辛勤工作”。虽说工作内容有时令人反感，但她不失幽默，走上法庭时更是言简意赅的有力证人。麦吉尔出庭作证期间多次遇到萨斯喀彻温省青年辩护律师、日后当上加拿大總理的约翰·迪芬贝克，意志都很坚定的两人经常唇枪舌剑，麦吉尔曾在庭审期间回答：“迪芬贝克先生，你提出理智的问题，我就会给予理智的回答”。
皇家加拿大骑警专员詹姆斯·豪登·麦克布赖恩（James Howden MacBrien）和斯图尔特·伍德（Stuart Wood）的年度报告都称赞麦吉尔对待工作坚持不懈、表现杰出。20世纪30年代加拿大深陷大萧条，麦吉尔在资源和人员大幅缩减的情况下继续工作。1933年，她把正常情况下需耗费至少12.2万美元的测试工作成本控制在不到1.7万美元。:39
麦吉尔周末和夜间不计薪酬自愿加班数百小时，协助皇家加拿大骑警创建第一个官方法医检测实验室，1937年开始正式运作，但上级官员没有任命经验丰富的麦吉尔执掌:127。实验室成立后，麦吉尔的法医病理学工作大幅减轻，此后几年她主要关注其他项目，如开发脊髓灰質炎血清，研究过敏病症。她在过敏测试领域的专业素养赢得普遍认可，萨斯喀彻温省各地医生开始把病人转诊给麦吉尔。面对越来越多的诊治需求，她聘请助理并在自家公寓开办私人过敏诊所，日常上班之余提供诊疗服务。:129–131
1942年11月17日，麦吉尔从省级病理学家职位退休，至此她共计完成6.4万余次实验室检测。她继续经营过敏诊所，但每周只工作两天，投入更多时间参加户外活动，与亲朋好友一起旅行。几个月后，麦吉尔决定启动新项目，为学前儿童接种疫苗，随后在里贾纳各地学校设立接种诊所。:136

### 加拿大皇家骑警法医实验室
加拿大皇家骑警法医实验室主任1943年死于飞机事故，麦吉尔获邀接手。她同意继任但只作为兼职，下午通常在过敏诊所工作:26。
执掌实验室期间，麦吉尔在萨斯喀彻温省各地调查，为骑警队新人提供病理学和毒理学讲座与培训，教导识别血样、研究犯罪现场、妥善收集并保管证据所需技能。她要求学生注重思辨：“不要相信眼前的死亡证明，心脏病患者完全可能死于士的宁中毒”:24。

### 退休和顾问生涯
麦吉尔从加拿大皇家骑警法医实验室主任位置退休后，加拿大司法大臣1946年1月任命她担任骑警队名誉外科医生。麦吉尔是史上最后一位获此头衔的女子，也是加拿大皇家骑警队得到公开认可的首位女医生。她以特别顾问的身份继续和骑警队合作，有时还面向警察及调查员举办讲座和检查。她的讲演吐字清楚，内容全面，教学笔记还经汇编于1952年录入教科书。:143
身为加拿大皇家骑警凤毛麟角的女成员，麦吉尔的法医取证工作全国闻名，声名远播海外。1952年，她在英格兰旅行期间造访蘇格蘭場，获许视察法医实验室。美国侦破杂志刊文报导她的事迹后，某纽约女子对弟弟死因存疑，于1956年致信“加拿大里贾纳，加拿大著名病理学家弗朗西斯·麦吉尔医生”，请她帮忙调查。死者未经验尸，女子一心想找到答案。麦吉尔无法直接援手，但向女子提供详细建议，一方面联系美国联邦调查局，另一方面安排掘尸。:170–171

## 案例和调查手法
麦吉尔多次解决未破谋杀案，她曾在一年间检验13具土葬尸体，发现五人死于谋杀:24还有一起案件起初根本无人发觉，是麦吉尔协助证实女嫌疑人毒死亲友:205。

### 林特洛案
1932年4月，萨斯喀彻温省林特洛（Lintlaw）农民约瑟夫·舒丘克（Joseph Shewchuk）在家中死于枪杀。警方根据屋内到底都有的血迹推断死者曾与凶手搏斗，还在附近小麦仓找到掩藏起来的步枪。当地验尸官认为案情可疑，不可能是自杀，警方发现死者邻居的大衣上有多处血迹，而且他说不清这些血迹的来历，故把他逮捕。:204
麦吉尔到场核查案情时发现当地验尸官没有全面验尸:29，下令掘出已经下葬的尸体自行检验。她发现伤口角度怪异，最终认定舒丘克自尽身亡:204。当地验尸官满以为死者中枪后立即死亡，但麦吉尔在舒丘克消化系统发现证据，证明他中枪后还在屋内走动，并把步枪藏起来掩盖死因:29。
证人证实死者在抑郁症困扰下苦苦挣扎:26，步枪和子弹都是他死前不久所借。被捕邻居大衣上的可疑血迹其实源自家畜，他随后获释:28–29。林特洛案令麦吉尔在警界名声大噪，加拿大皇家骑警随后定下规矩，遇到重大案件马上通知麦吉尔:26。

### 北方猎手案
1933年11月，猎手奥斯卡·施瓦布（Oskar Schwab）在萨斯喀彻温省尼帕温（Nipawin）东北部失踪。警方在他的寮屋发现血迹，但考虑到施瓦布以诱捕活体动物剥皮为生，警方起初不能确定这些血的来历。麦吉尔确定施瓦布床垫头部位置的血迹就是人血，警方随后在附近的木墙内找到子弹。:27
次年二月，警方逮捕曾与施瓦布合作捕猎的托马斯·基斯林（Thomas Kisling），基斯林承认杀死施瓦布，但随后坚称只是意外和自卫。调查员发现施瓦布的遗骸，死者颅骨在枪弹威力下碎成几十片。麦吉尔验尸后把颅骨碎片带回实验室竭力重建，完成重建的头骨揭示子弹清晰轨迹，后脑的黑色铅斑更是铁证，:28证明施瓦布是在睡觉时被人从后脑开枪打死:30。
麦吉尔在基斯林受审时出庭作证，从手提包中拿出精心重建的颅骨。据作记作家麦尔娜·彼得森记载，意识到她拿的究竟是什么后，庭上“众人发出惊呼”。:88法庭记者肯·利德尔（Ken Liddell）事后在专栏文章中表示，他还在多次案件庭审时看到麦吉尔拿出类似证据，“戏剧效果仿佛魔术”。

### 南波普勒案
萨斯喀彻温省南部南波普勒（South Poplar）附近发现男尸，从现场判断，死者是搭便车到达此地，因天气寒冷活活冻死，但颅骨明显存在裂纹，似乎是头部遭受重击。当地验尸官认为此人死于谋杀，随后将遗体送到麦吉尔的实验室进一步检验。:27麦吉尔发现死者患有佝僂病，所以骨骼强度降低:205。警方找到的卡车司机承认死者曾搭过他的车，两人还一起喝酒，这会提升大脑血流量。气温低于冰点，搭车人死后脑中血液结冰令体积膨胀，进而导致颅骨开裂。麦吉尔没有发现此人死于严重犯罪的证据，:27死因不过是心脏病发:205。

## 私生活
麦吉尔不愿讨论私生活，不过许多熟人认为她的男友死于第一次世界大战:37。她喜欢尽量多花时间与兄弟姐妹及其他亲属在一起。1931至1933年，侄儿爱德华·麦吉尔（Edward McGill）到里贾纳与她同住，把钱存起来用于上大学。据他后来回忆，姑姑的指导和建议对他一生影响很大。:43
麦吉尔喜欢开办餐会邀请密友打桥牌，讲起故事来活灵活现。她非常喜欢马术，经常到城外骑马。她的业余爱好还包括钓鱼、露营和射击，曾在1917年的女子步枪赛事获奖。她的床头读物常见罪案小说:43。第二次世界大战期间，麦吉尔为支援战事为海外奋战的将士编织羊毛袜。她还加入萨斯喀彻温省医学会、加拿大医科与外科皇家学院、商业和职业妇女俱乐部，以及里贾纳女子加拿大俱乐部。
麦吉尔信奉加拿大圣公会，政治立体偏向保守:199，后来坚定支持约翰·迪芬贝克竞选议员和总理。1958年，遭受严重病痛折磨的麦吉尔坚持出院回家，在联邦选举中投票支持迪芬贝克。:160
麦吉尔喜欢而且经常到海外旅游，曾到达新西兰、澳大利亚、南非、墨西哥、西印度群岛及众多欧洲国家:24。

## 逝世和影响
1959年1月21日，身患乳腺癌和晚期胸膜炎的弗朗西斯·格特鲁德·麦吉尔在温尼伯去世:155，享年76岁。遗体火化后，家人把骨灰洒在明尼多萨樱桃谷内她最喜欢的地方:161。讣告宣告麦吉尔是“加拿大著名犯罪学家”。《领袖邮报》（Leader-Post）发表社论，详述她份量极大的专业贡献，与朋友的同僚的长久合作，赞扬她的“不朽的功绩”在历史上所有加拿大人中名列前茅。
萨斯喀彻温省阿薩巴斯卡湖北面湖泊得名麦吉尔湖，以示纪念。此外，她还是加拿大科学与工程名人堂成员。

## 扩展阅读
- . Regina Leader-Post (Regina). 1936-10-21  [2021-01-15]. （原始内容存档于2021-05-24） –Newspapers.com.